# 대의원 (멕시코)
대의원(스페인어: Cámara de Diputados)은 양원제인 멕시코 연방의회의 하원에 해당한다.

## 구성
대의원은 500명의 의원으로 구성되며 각 의원의 임기는 3년이다. 대의원 선거는 소선거구제와 비례대표제의 병행 투표제로 이루어진다. 정원 500석 중 300석은 소선거구제로 300개의 선거구 당 1명씩 선출되며, 나머지 200석은 5개의 대형 선거구에서 40명씩 비례대표 규칙으로 선출된다. 의원마다 대리인도 동시에 선출되므로 특별 선거는 드물다.
1917년부터 2015년까지는 헌법에 의해 국회의원이 연임이 금지되어 매 선거마다 전체 의원이 교체되는 보기 드문 체제를 가지고 있었으나, 2018년 선거 이래로는 원칙이 개정되어 최대 3번까지의 연임이 허용되고 있다.